# Toxorhina (Toxorhina) domingensis
Toxorhina (Toxorhina) domingensis is een tweevleugelige uit de familie steltmuggen (Limoniidae). De soort komt voor in het Neotropisch gebied.